# 24-та ескадрилья спеціальної тактики Повітряних сил США
24-та ескадрилья спеціальної тактики Повітряних сил США (англ. 24th Special Tactics Squadron) — військове формування, ескадрилья сил спеціальних операцій повітряних сил США, що перебуває у прямому підпорядкуванні Об'єднаного Командування ССО, й призначена для виконання різнорідних спеціальних операцій
Поруч з наземним спецзагоном «Дельта» та морським компонентом — Оперативною групою швидкого реагування військово-морських спеціальних операцій ВМС США — входить до складу Частин спеціальних місій (англ. Special Mission Units (SMU) і належить до числа найбільш засекречених підрозділів першого рівня таємності сил спеціальних операцій Збройних сил США (англ. Special Operations Forces Tier System), пріоритетним завданням яких є боротьба з тероризмом та виконання задач спеціальних операцій.